# Somerina arcuata
Somerina arcuata är en fjärilsart som beskrevs av Sergius G. Kiriakoff 1965. Somerina arcuata ingår i släktet Somerina och familjen tandspinnare. Inga underarter finns listade i Catalogue of Life.